# Llista de monuments de Palau-saverdera
Llista de monuments de Palau-saverdera inclosos en l'Inventari del Patrimoni Arquitectònic de Catalunya per al municipi de Palau-saverdera (Alt Empordà). Inclou els inscrits en el Registre de Béns Culturals d'Interès Nacional (BCIN) amb la classificació de monuments històrics i els Béns Culturals d'Interès Local (BCIL) de caràcter arquitectònic.
| Monument                                                                                  | Protecció    | Estil/època                           | Localització                                                                       | Coordenades                                          | Codi?         | Imatge |
| ----------------------------------------------------------------------------------------- | ------------ | ------------------------------------- | ---------------------------------------------------------------------------------- | ---------------------------------------------------- | ------------- | --- |
| Castell de Palau-saverdera, Torre del Rellotge                                            | BCIN 1183-MH | Obra popular XV                       | Palau-saverdera Pl. Major (antiga plaça del Castell)                               | 42° 18′ 28″ N, 3° 09′ 00″ E / 42.307764°N,3.149903°E | RI-51-0005997 | Castell de Palau-saverdera · Vegeu més fotos d'aquest monument · Carregueu una nova foto d'aquest monument                                  |
| Torre del Vent, Molí del Vent                                                             | BCIN 1185-MH | XVII-XVIII                            | Palau-saverdera Prop de la ctra. GIV-612                                           | 42° 17′ 31″ N, 3° 08′ 00″ E / 42.291901°N,3.133351°E | RI-51-0005998 | Torre del Vent (Palau-saverdera) · Vegeu més fotos d'aquest monument · Carregueu una nova foto d'aquest monument                            |
| Mas de la Torre, Estany Bos, Mas de la Torre de l'Albert                                  | BCIN 1186-MH | XIV, XVII                             | Palau-saverdera Ctra. GIV 612 d'Empuriabrava a Palau-saverdera, km 2               | 42° 16′ 49″ N, 3° 07′ 59″ E / 42.280348°N,3.133164°E | RI-51-0005999 | Mas de la Torre (Palau-saverdera) · Vegeu més fotos d'aquest monument · Carregueu una nova foto d'aquest monument                           |
| Església de Sant Joan de Palau-saverdera, Església de Palau                               | BCIL 2012    | Romànic, obra popular XI, XVI         | Palau-saverdera Pl. de l'Església                                                  | 42° 18′ 24″ N, 3° 08′ 45″ E / 42.306764°N,3.145892°E | IPA-19938     | Església de Sant Joan de Palau-saverdera · Vegeu més fotos d'aquest monument · Carregueu una nova foto d'aquest monument                    |
| Santuari de Sant Onofre                                                                   | BCIL 2012    | Obra popular XIV-XV, XIX, XX          | Palau-saverdera Serra de Rodes, paratge de Sant Onofre                             | 42° 19′ 05″ N, 3° 09′ 40″ E / 42.318061°N,3.160979°E | IPA-19939     | Santuari de Sant Onofre (Palau-saverdera) · Vegeu més fotos d'aquest monument · Carregueu una nova foto d'aquest monument                   |
| Bar Sport, Can Macau, Casa Isidre Macau                                                   | BCIL 2012    | Eclecticisme XX Inici                 | Palau-saverdera C. Nou, 18                                                         | 42° 18′ 28″ N, 3° 08′ 53″ E / 42.307724°N,3.148000°E | IPA-19940     | Bar Sport (Palau-saverdera) · Vegeu més fotos d'aquest monument · Carregueu una nova foto d'aquest monument                                 |
| Barraca d'olivar prop de la riera de Tort                                                 |              | Obra popular XIX Final                | Palau-saverdera Paratge de la riera Tort                                           | 42° 18′ 56″ N, 3° 07′ 55″ E / 42.315466°N,3.132019°E | IPA-19942     | Barraca d'olivar prop de la riera de Tort (Palau-saverdera) · Vegeu més fotos d'aquest monument · Carregueu una nova foto d'aquest monument |
| La Font de Dalt                                                                           | BCIL 2012    | Obra popular XVIII, XIX Mitjan        | Palau-saverdera Extrem oriental del nucli urbà, al final del c. de la Font de Dalt | 42° 18′ 28″ N, 3° 08′ 53″ E / 42.307724°N,3.148000°E | IPA-19943     | La Font de Dalt (Palau-saverdera) · Vegeu més fotos d'aquest monument · Carregueu una nova foto d'aquest monument                           |
| Font del Mas Isaac                                                                        | BCIL 2012    | Obra popular                          | Palau-saverdera Al nord del mas Isaac                                              | 42° 18′ 42″ N, 3° 08′ 10″ E / 42.311749°N,3.13616°E  | IPA-19944     | Font del Mas Isaac (Palau-saverdera) · Vegeu més fotos d'aquest monument · Carregueu una nova foto d'aquest monument                        |
| Font de Sant Onofre                                                                       |              | Obra popular XX                       | Palau-saverdera Serra de Rodes                                                     | 42° 19′ 05″ N, 3° 09′ 39″ E / 42.318021°N,3.160779°E | IPA-37625     | Carregueu una nova foto d'aquest monument                                                                                                   |
| Antigues Escoles, Escoles de la Mancomunitat, Ajuntament                                  | BCIL 2012    | Noucentisme XX Inici                  | Palau-saverdera C. Nou, 15                                                         | 42° 18′ 28″ N, 3° 08′ 48″ E / 42.307719°N,3.146605°E | IPA-37646     | Antigues Escoles (Palau-saverdera) · Vegeu més fotos d'aquest monument · Carregueu una nova foto d'aquest monument                          |
| Mas Oliva, Mas Carrillo, Paulí o Can Vilà d'Ordis, Restaurant Rhodas                      | BCIL 2012    | Obra popular XVII-XVIII, XIX Inici    | Palau-saverdera Pl. Catalunya, 14                                                  | 42° 18′ 28″ N, 3° 08′ 51″ E / 42.307654°N,3.147606°E | IPA-37647     | Mas Oliva (Palau-saverdera) · Vegeu més fotos d'aquest monument · Carregueu una nova foto d'aquest monument                                 |
| Mas Isaac, Mas Collell, Mas Domènech, Mas Bofill, Restaurant Fusion                       | BCIL 2012    | Obra popular XVI, XX Final, XXI Inici | Palau-saverdera C. Holanda, 20, urb. Ca n'Isaac                                    | 42° 18′ 41″ N, 3° 08′ 09″ E / 42.311413°N,3.135726°E | IPA-37648     | Mas Isaac (Palau-saverdera) · Vegeu més fotos d'aquest monument · Carregueu una nova foto d'aquest monument                                 |
| Can Muní, Mas Oliver, Torrent, Climent i Mercader, Mallor Ranell, Restaurant Terra Nostra | BCIL 2012    | Obra popular XVI, XIX Mitjan          | Palau-saverdera C. Sant Onofre, 12                                                 | 42° 18′ 32″ N, 3° 09′ 09″ E / 42.309026°N,3.152438°E | IPA-37650     | Can Muní (Palau-saverdera) · Vegeu més fotos d'aquest monument · Carregueu una nova foto d'aquest monument                                  |
| Can Sibeques, Can Sivecas                                                                 | BCIL 2012    | Eclecticisme XIX-XX                   | Palau-saverdera C. Nou, 16                                                         | 42° 18′ 28″ N, 3° 08′ 53″ E / 42.307676°N,3.147933°E | IPA-37651     | Can Sibeques (Palau-saverdera) · Vegeu més fotos d'aquest monument · Carregueu una nova foto d'aquest monument                              |
| Mas Oriol, Mas Alfinell, Mas Vidal                                                        | BCIL 2012    | Obra popular XIV, XIX Inici           | Palau-saverdera C. Holanda, urb. Ca n'Issac                                        | 42° 18′ 37″ N, 3° 08′ 30″ E / 42.310157°N,3.141587°E | IPA-37728     | Mas Oriol (Palau-saverdera) · Vegeu més fotos d'aquest monument · Carregueu una nova foto d'aquest monument                                 |
| Edifici al carrer Roses, 13                                                               | BCIL 2012    | Modernisme XX Inici                   | Palau-saverdera C. Roses, 13                                                       | 42° 18′ 28″ N, 3° 09′ 04″ E / 42.307695°N,3.151021°E | IPA-37741     | Edifici al carrer Roses, 13 (Palau-saverdera) · Vegeu més fotos d'aquest monument · Carregueu una nova foto d'aquest monument               |
| Mas Bonet, antiga Casa de la Font, antics banys, el Castellet, Can Metacau                | BCIL 2012    | Obra popular Medieval, XVIII          | Palau-saverdera C. de la Font                                                      | 42° 18′ 34″ N, 3° 09′ 01″ E / 42.309416°N,3.150243°E | IPA-37742     | Carregueu una nova foto d'aquest monument                                                                                                   |
| Cooperativa Agrícola                                                                      | BCIL 2012    | Noucentisme XX Inici                  | Palau-saverdera Crta. de Roses                                                     | 42° 18′ 25″ N, 3° 08′ 37″ E / 42.306984°N,3.143661°E | IPA-37768     | Cooperativa Agrícola (Palau-saverdera) · Vegeu més fotos d'aquest monument · Carregueu una nova foto d'aquest monument                      |
| Pont del Mas Oriol                                                                        | BCIL 2012    | Obra popular                          | Palau-saverdera Antic camí de Palau-saverdera a Pau                                | 42° 18′ 38″ N, 3° 08′ 34″ E / 42.310585°N,3.142765°E | IPA-37890     | Pont del Mas Oriol (Palau-saverdera) · Vegeu més fotos d'aquest monument · Carregueu una nova foto d'aquest monument                        |
| Casa la Palma                                                                             | BCIL 2012    | Obra popular XX Inici                 | Palau-saverdera Pl. de la Diputació - c. Nou, 6                                    | 42° 18′ 26″ N, 3° 08′ 48″ E / 42.307316°N,3.146641°E | IPA-37891     | Casa la Palma (Palau-saverdera) · Vegeu més fotos d'aquest monument · Carregueu una nova foto d'aquest monument                             |
| Mas Saurina, Horta d'en Bech                                                              | BCIL 2012    | Obra popular XVII, XVIII              | Palau-saverdera C. de la Ciutat, 1                                                 | 42° 18′ 36″ N, 3° 09′ 00″ E / 42.310063°N,3.149972°E | IPA-37892     | Carregueu una nova foto d'aquest monument                                                                                                   |
| Casa al carrer Cap de Creus, 3                                                            | BCIL 2012    | Obra popular XVII, XIX                | Palau-saverdera C. Cap de Creus, 3                                                 | 42° 18′ 31″ N, 3° 09′ 06″ E / 42.308584°N,3.151734°E | IPA-38115     | Casa al carrer Cap de Creus, 3 (Palau-saverdera) · Vegeu més fotos d'aquest monument · Carregueu una nova foto d'aquest monument            |
| Cal Ferrer, Museu Francesc Caussa                                                         | BCIL 2012    | Obra popular XVII, XVIII              | Palau-saverdera Pl. de l'Església, 3                                               | 42° 18′ 24″ N, 3° 08′ 46″ E / 42.306804°N,3.146221°E | IPA-38171     | Cal Ferrer (Palau-saverdera) · Vegeu més fotos d'aquest monument · Carregueu una nova foto d'aquest monument                                |
| Celler d'oli, trull d'oli de Can Mallol                                                   | BCIL 2011    | Obra popular XX Inici                 | Palau-saverdera Ctra. de Roses                                                     | 42° 18′ 24″ N, 3° 08′ 38″ E / 42.306804°N,3.143800°E | IPA-38182     | Celler d'oli (Palau-saverdera) · Vegeu més fotos d'aquest monument · Carregueu una nova foto d'aquest monument                              |
| Casa Rural Ca l'Enric                                                                     | BCIL 2012    | Obra popular XIX                      | Palau-saverdera C. Pujol, 1                                                        | 42° 18′ 30″ N, 3° 09′ 07″ E / 42.30844°N,3.15199°E   | IPA-45923     | Carregueu una nova foto d'aquest monument                                                                                                   |
| Habitatge al carrer Montseny                                                              | BCIL 2012    | Obra popular                          | Palau-saverdera C. Montseny                                                        | 42° 18′ 33″ N, 3° 09′ 06″ E / 42.30906°N,3.15153°E   | IPA-45924     | Carregueu una nova foto d'aquest monument                                                                                                   |